# Панточек, Йосеф
Йо́сеф Па́нточек (венг. József Pantocsek, 1846 — 1916) — венгерский ботаник, микропалеонтолог и врач.

## Биография
Йосеф Панточек был сыном аптекаря Йозефа Панточека (1799—1872). Его дядей был венгерский химик Лео Валент Панточек. Первые пять лет Йосеф жил в Трнаве, пока его родители не переехали в Товарники (в нынешней Словакии), где мать приобрела недвижимость. В среднюю школу Панточек ходил в Нитре, Кальксбурге, Вене и Эстергоме.
Учился медицине. Сперва в 1869 году поступил в Геттингенский университет, а со следующего года перешёл в Венский университет, где учился по 1873 год. Получил степень доктора медицины в 1875 (1877?) году, после чего работал врачом общей практики в столице Австро-Венгрии Вене.
С 1876 года был врачом общей практики в Товарниках. С 1896 по 1914 год работал старшим консультантом в Королевской больнице города Братиславы, пока не вышел в отставку. За это время им были расширены психиатрическое и хирургическое отделения, был построен инфекционный павильон. С 1913 по 1916 год был членом совета Королевского венгерского общества естественных наук.
4 сентября 1916 года умер в своём имении в Товарниках от тифа. Похоронен в Товарниках.

## Ботаника
С детства Йосеф проявлял интерес к ботанике. С 1866 года путешествовал по Черногории, Герцеговине и в Карпатах, где составлял ботанические коллекции, на основе которых впоследствии опубликовал множество статей в области систематики и флористики, в том числе, описал несколько новых видов растений. Даже сегодня его ботанико-зоологические полевые исследования имеют большое значение.
Профессионально занимаясь медициной, своё свободное время Панточек до конца жизни отдавал ботанике.
В своих исследованиях Йосеф Панточек специализировался на альгологии (водорослях) и на семенных растениях.
В 1880-х годах его интерес всё более и более обращался к диатомовым водорослям, пока не достиг международно признанных научных достижений в этой области. Панточек изучал микрофлору морского дна на побережье Истрии, Албании, Лигурийского моря, в окрестностях Канн и Ниццы. Он описал несколько новых диатомовых Средиземного моря, также им была изучена альгофлора в озере Балатон и Нойзидлерзее.
В последующие годы Панточек больше изучал окаменелости и современные диатомовые. Его палеонтологические альгологические исследования вначале были направлены на исследование ископаемых диатомовых в осадочных породах Венгрии, и описание соответствующих пород. Помимо этого им были собраны и исследованы образцы ископаемых диатомовых из Австрии, Чехии, Словакии, Германии, Сербии, Болгарии, Греции, Италии, Испании, Англии, Дании, России, Японии, Новой Зеландии и Америки.
Впервые в Венгрии Панточек использовал микрофотографию. Микроскопические фотографии диатомовых водорослей были представлены им уже на общенациональной выставке в 1885 году. В 1890 году он выиграл золотую медаль первой венгерской выставки Фотолюбителей. В настоящее время в значительной степени утраченное наследие учёного первоначально содержало пять тысяч микроскопических препаратов. Оставшиеся 918 идентифицированы в 1970-е годы, обработаны и каталогизированы.

## Память
В честь Панточека названы:
- Trinacria pantocsekii Van Heurck — вид диатомовых водорослей;
- Navicula platystoma var. pantocsekii Wislouch & Kolbe — разновидность диатомовых водорослей;
- Pantocsekiella K.T. Kiss & Ács — род центрических диатомовых водорослей

а также следующие виды семенных растений:
- Alchemilla pantocsekii Gand.
- Anisodiscus pantocsekii Grunow ex Pantocsek
- Crepis pantocsekii (Vis.) Latzel[6] [syn. Gatyona pantocsekii][7][8] семейства Астровые;
- Cymbella pantocsekii Krammer
- Rubus pantocsekianus Gáyer & Sabr.[9][10] рода Рубус семейства Розовые;
- Rubus pantocsekii Holuby ex Pant.[11][12] рода Рубус семейства Розовые;
- Sherardia pantocsekii Gand. = Sherardia arvensis L. семейства Мареновые;
- Valantia pantocsekii Gand. = Valantia muralis L. семейства Мареновые.

## Некоторые публикации
- Adnotationes ad floram et faunam Hercegovinae, Crnagorae et Dalmatiae. Pozsony. 1874. (лат.)
- Beiträge zur Kenntnis der fossilen Bacillarien Ungarns I–III. Nagytapolcsány. 1886–1892. (нем.)
- Die Bacillarien als Gesteinsbilder und Alsterbestimmer. Wien. 1894. (нем.)
- A balatoni kovamoszatok. Budapest. 1902. (венг.)
- Szliácsi finom Andesittufa Bacillariai, 1903. (венг.)
- A Fertő-tó kovamoszatviránya. Pozsony. 1912. (венг.)
- Lutillai ragpalaban elöforduló vagy Kovamoszatok leirasa, 1912. (венг.)